# Acropora pulchra
Acropora pulchra là một loài san hô trong họ Acroporidae. Loài này được Brook mô tả khoa học năm 1891.

## Hình ảnh

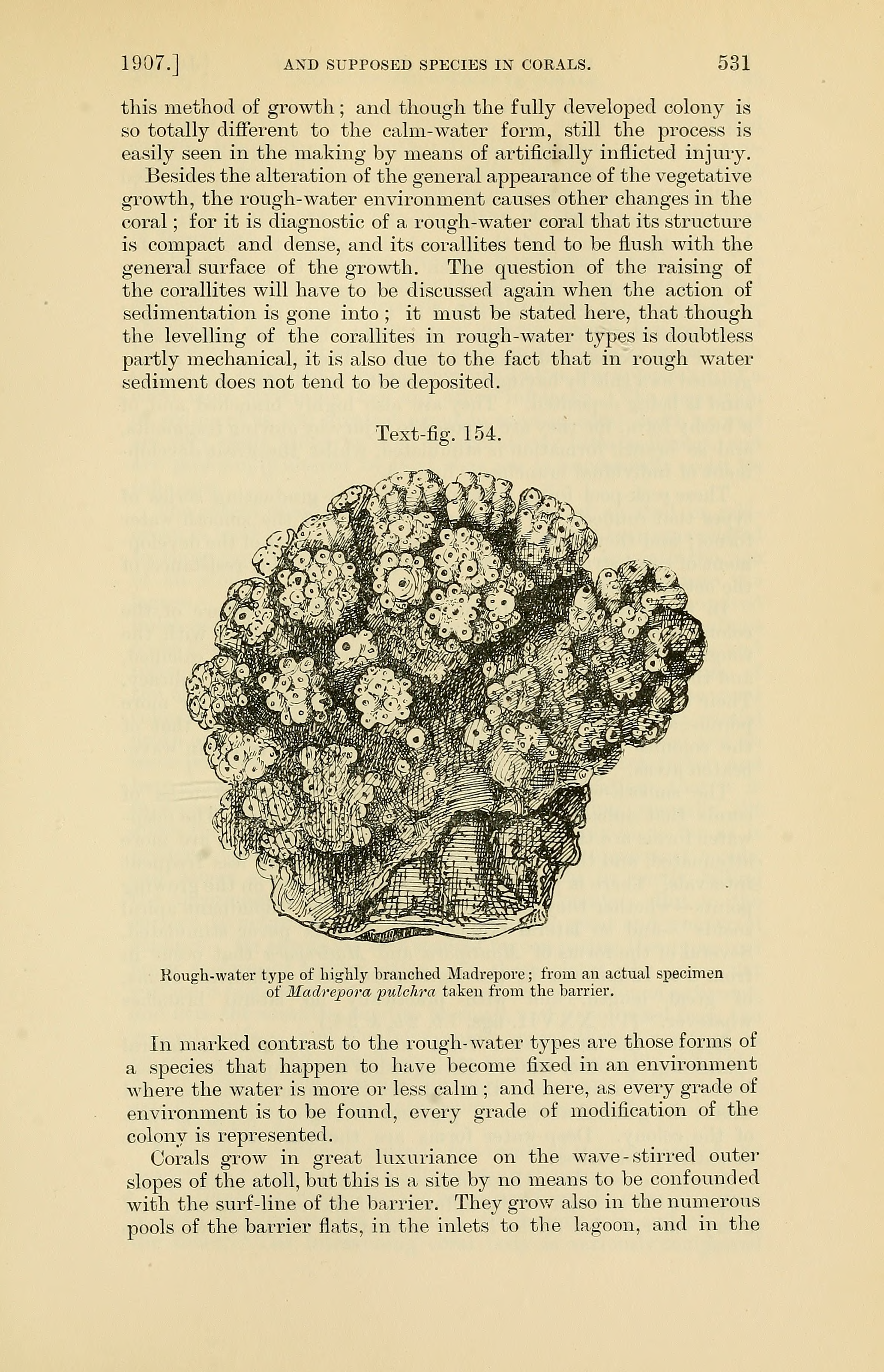
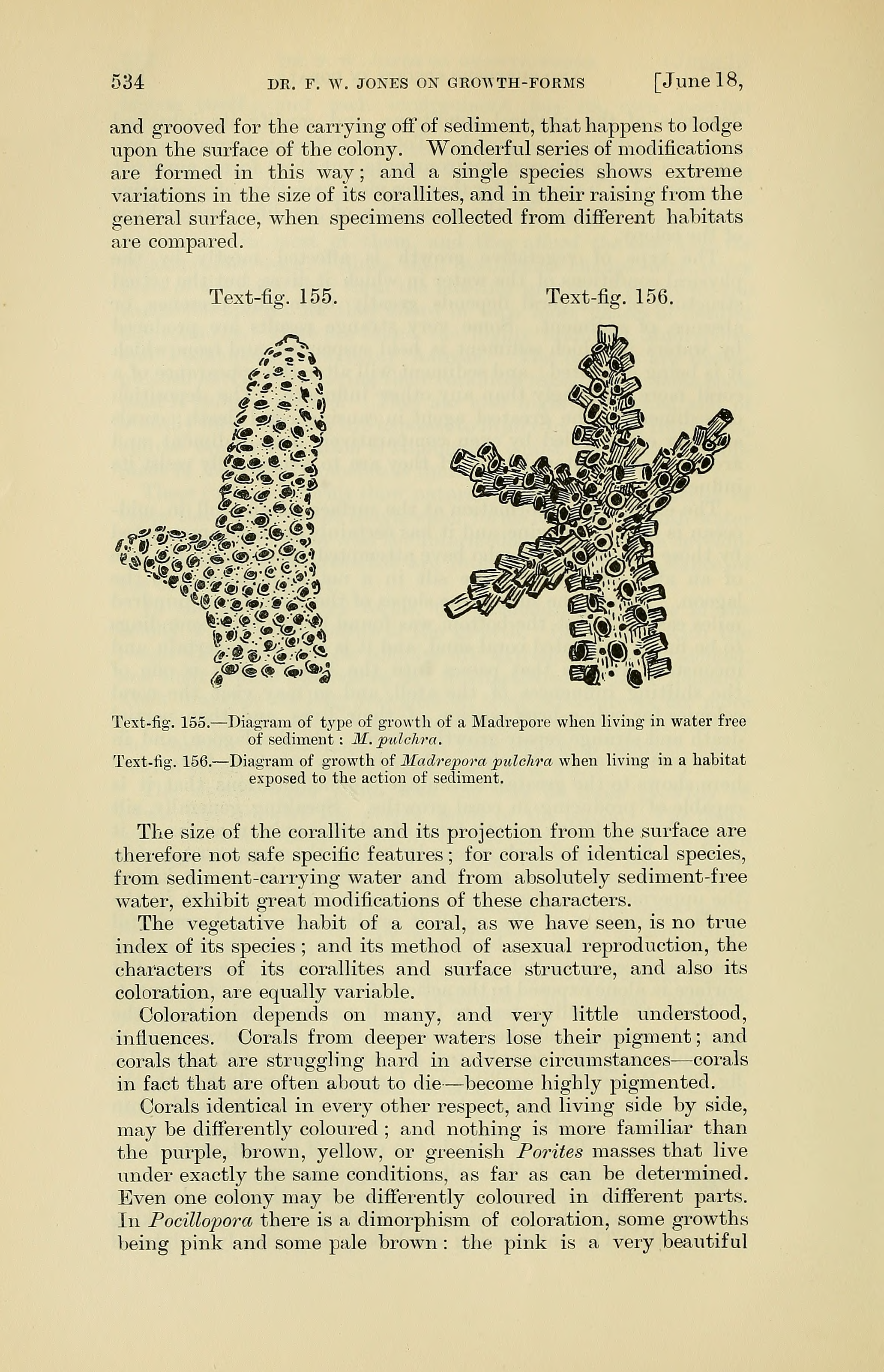
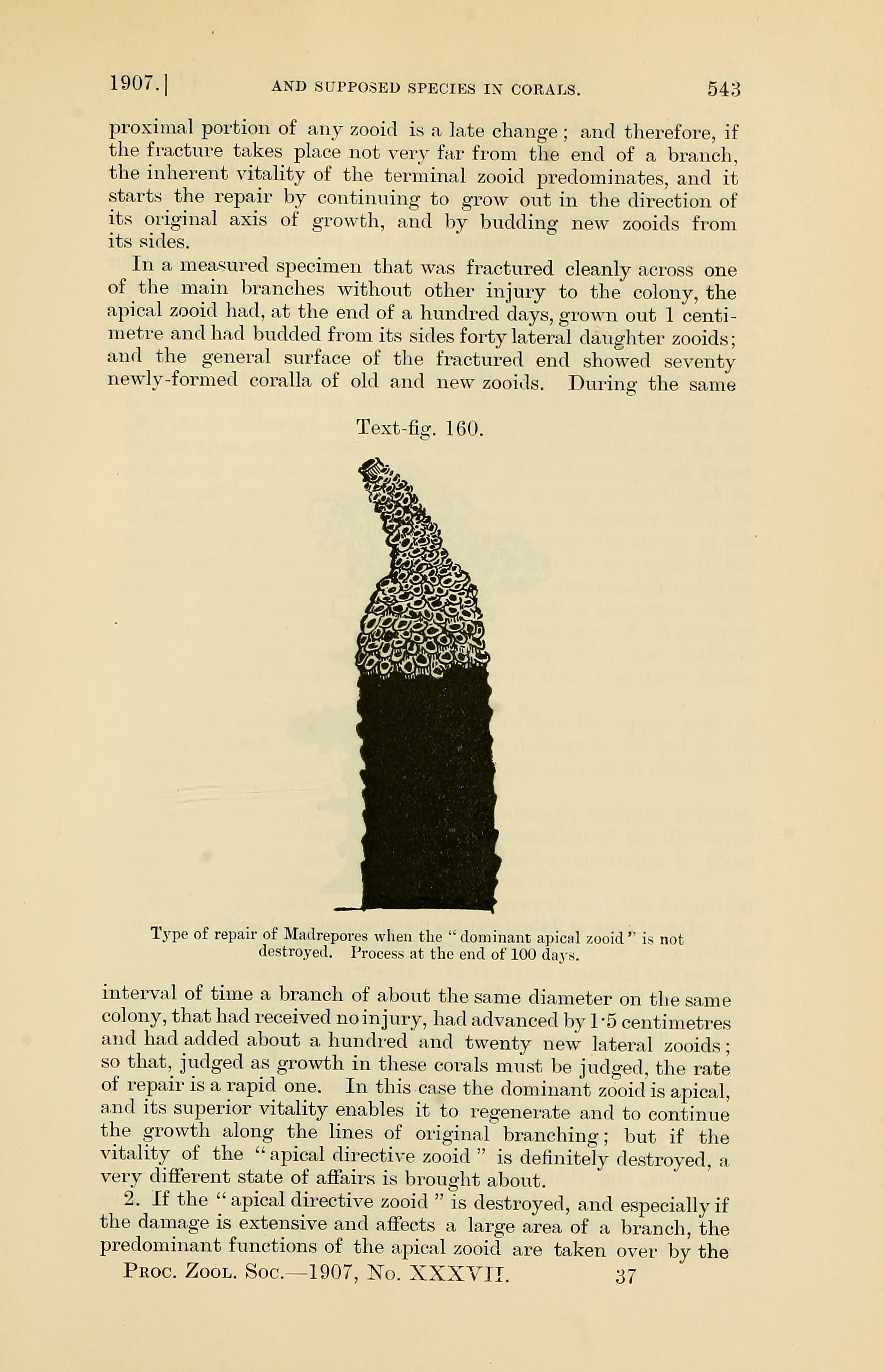
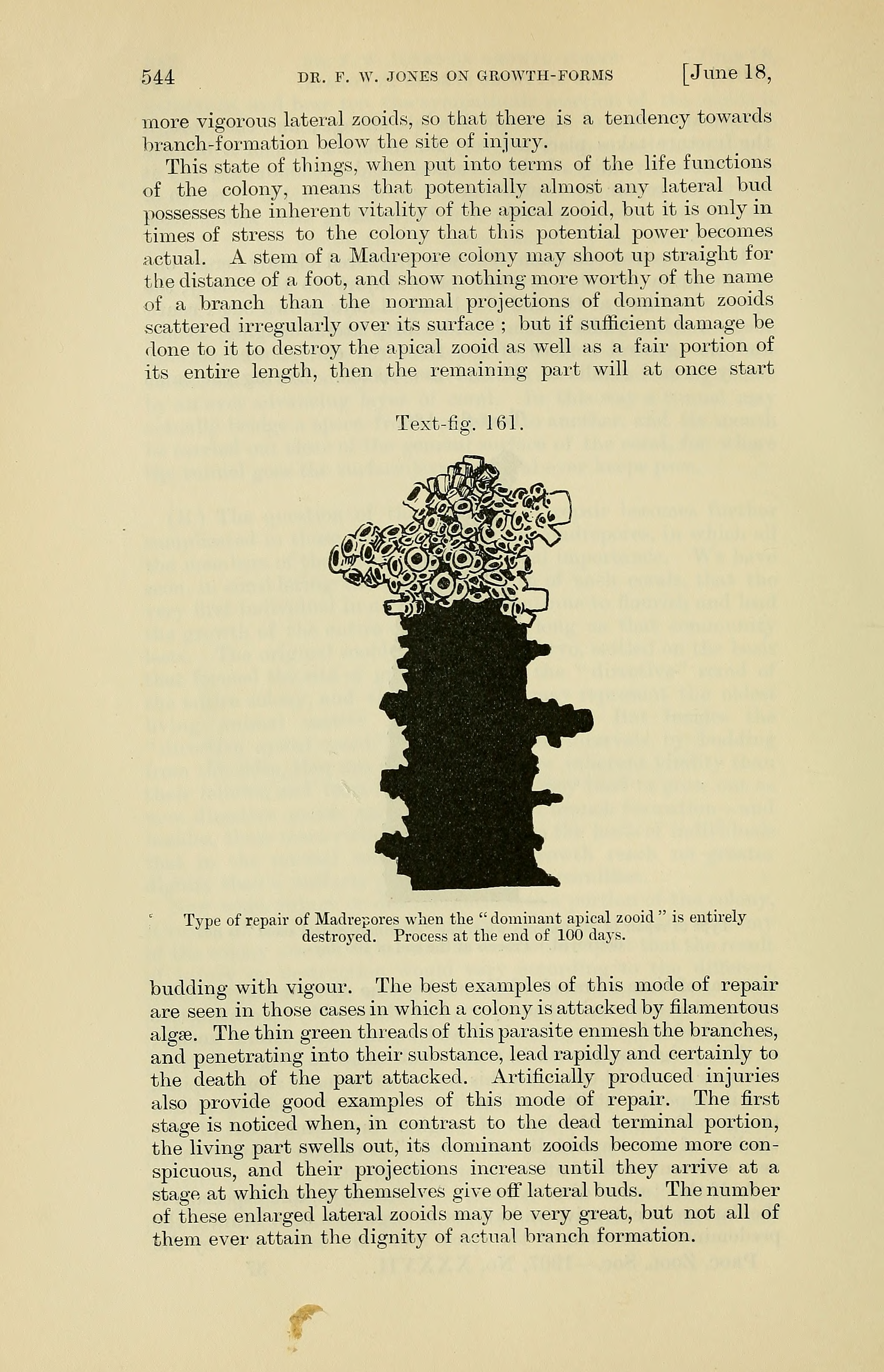